# St. Georg (Weichs)

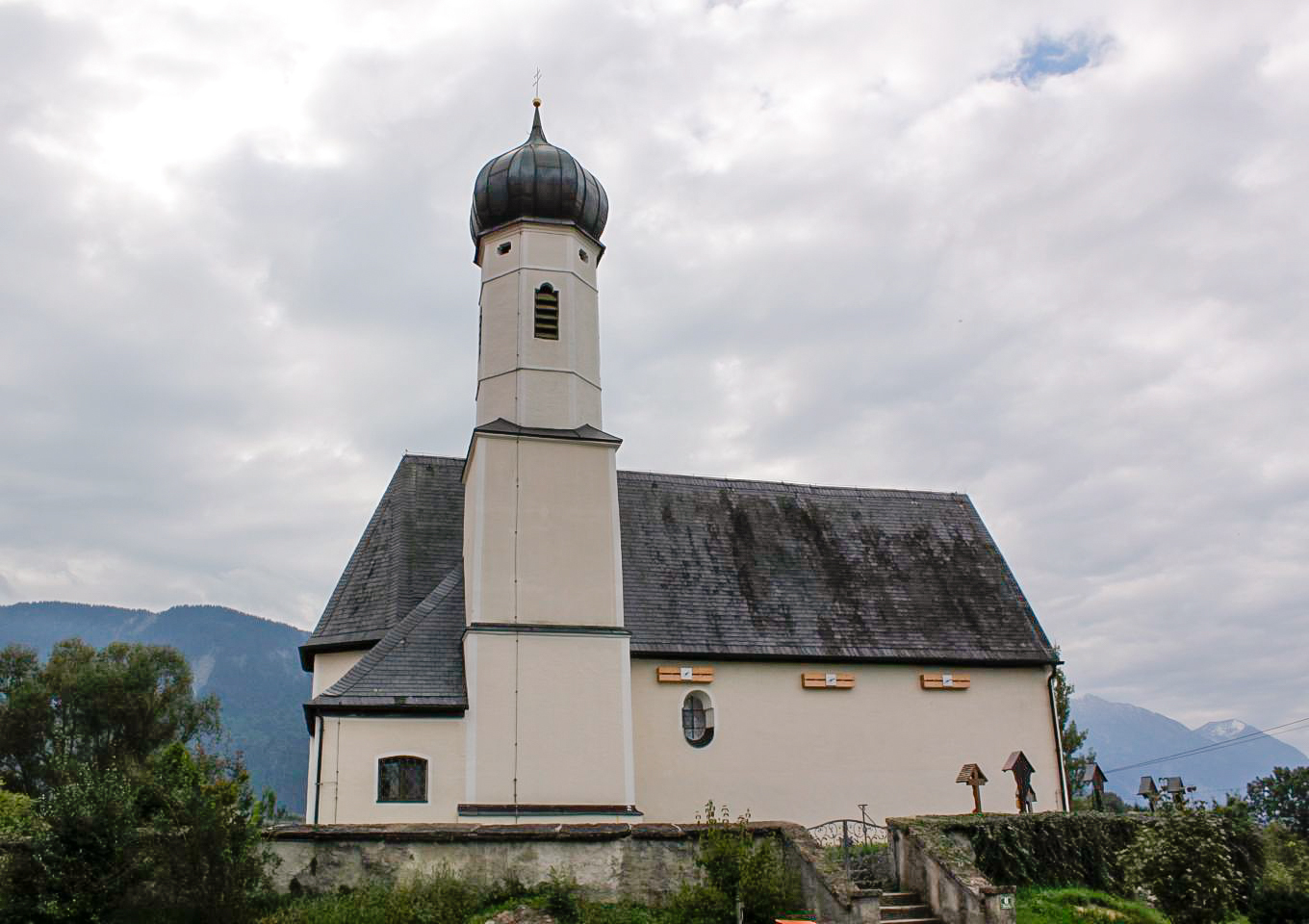
St. Georg von Norden

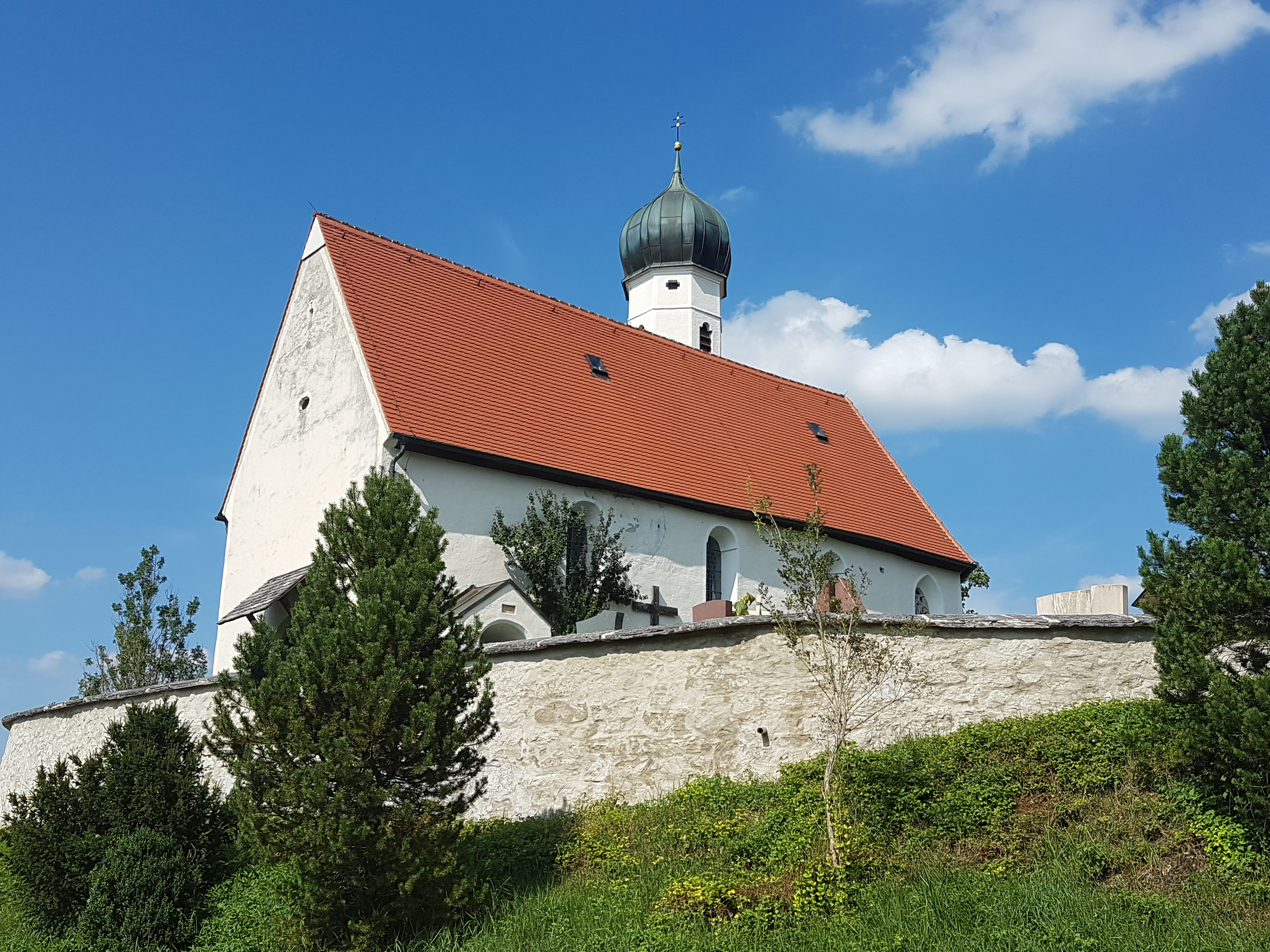
St. Georg von Südwesten

Die römisch-katholische Filialkirche St. Georg im Ortsteil Weichs der Gemeinde Ohlstadt im oberbayerischen Landkreis Garmisch-Partenkirchen gehört als Teil der Pfarrei St. Laurentius Ohlstadt zum Dekanat Werdenfels des Erzbistums München und Freising. Das Gotteshaus mit der Adresse Weichs 6 steht unter Denkmalschutz.

## Geschichte
Am Ort des heutigen stand bereits im Jahr 740 ein Kirchenbau. Der Chor wurde 1607 erneuert, das Langhaus folgte 1665.
Seit den frühen 1970er-Jahren verläuft gut 100 Meter entfernt die Bundesautobahn 95 (München–Garmisch-Partenkirchen).

## Beschreibung und Ausstattung

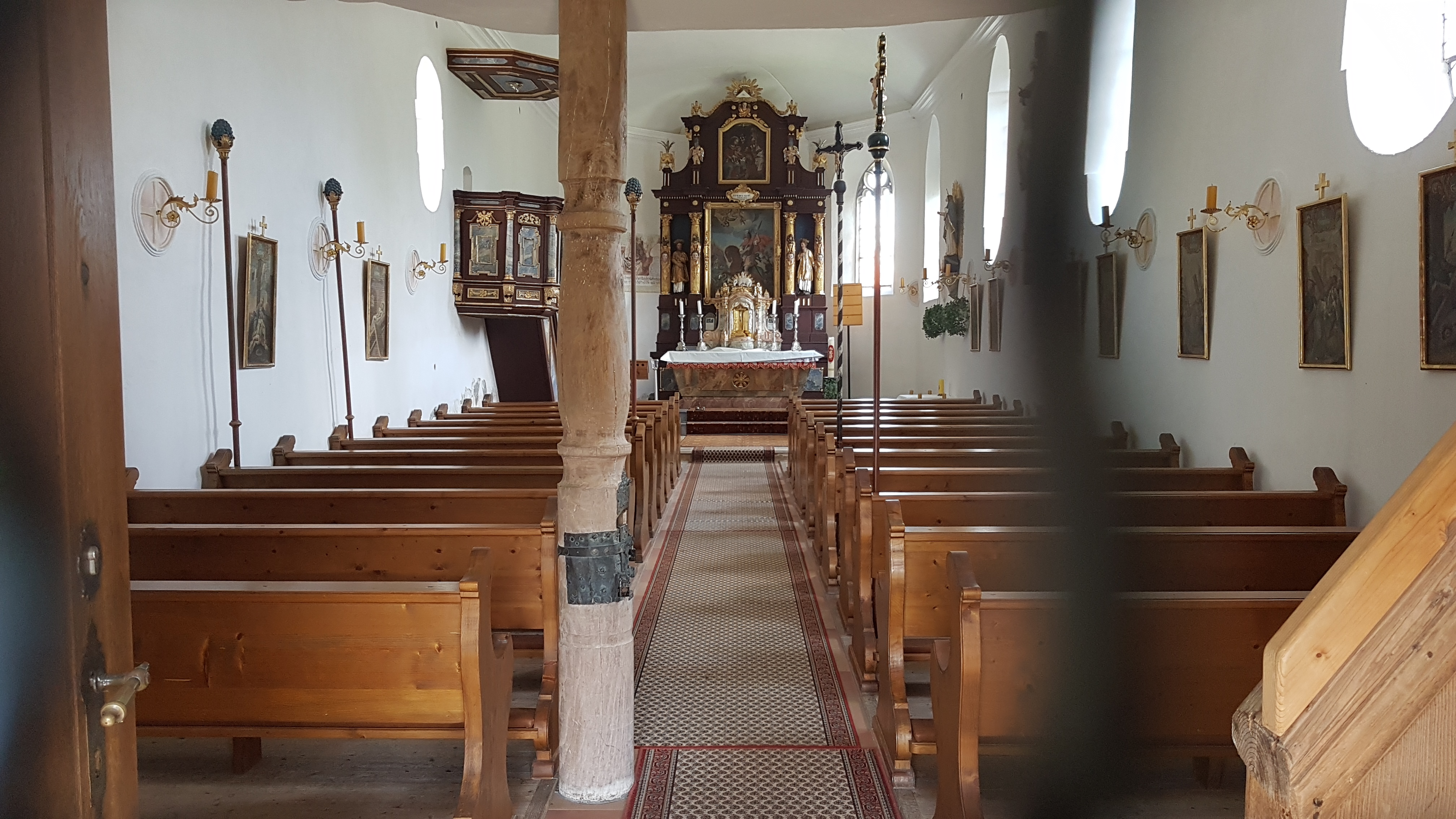
Innenansicht

Die barocke Saalkirche stammt im Kern aus spätgotischer Zeit. Sie ist nach Ostnordosten ausgerichtet und besitzt einen Polygonalchor. Im Norden ist der Zwiebelturm angeschlossen. Die Ausstattung ist frühbarock.
Die Kirche umgibt ein kleiner Friedhof mit einer denkmalgeschützten Klaubsteinmauer mit Tuffsteindeckplatten aus dem 18. Jahrhundert.

## Orgel
St. Georg besitzt eine Orgel mit acht Registern auf einem Manual und Pedal, die wohl nach 1850 entstand. Die Disposition des Instruments mit Schleiflade, mechanischer Spiel- und Registertraktur und freistehendem Spieltisch lautet:
| Manual C–f3 |       |
| Gamba       | 8′    |
| Gedeckt     | 8′    |
| Principal   | 4′    |
| Flöte       | 4′    |
| Quinte      | 2 ⁄3′ |
| Octav       | 2′    |
| Mixtur III  |       |

| Pedal C–f |     |
| Subbaß    | 16′ |

- Koppeln: Man/P

## Seelsorge
Ursprünglich gehörte die Kirche zur Pfarrei des Klosters Staffelsee im Bistum Augsburg und nach dessen Zerstörung zur Pfarrei der wiedererrichteten Inselkirche. 1185 kam es zu einem Streit um die Pfarrhoheit über St. Georg zwischen dem Bistum Augsburg und dem Kloster Benediktbeuern. 1392 erlangte das Kloster Ettal die Kirche durch Tausch. Nachdem sie zwischenzeitlich wieder zur Staffelseepfarrei gehört hatte, wurde St. Georg 1810 Filiale der Pfarrei Ohlstadt.